# Bank of China (Zambia)
Bank of China (Zambia), auch BoCZ, ist eine Limited in Sambia. Sie ist ein Tochterunternehmen der Bank of China. Ihr Sitz ist in Lusaka, Amandra House, Ben Bella Road. Sie unterhält eine Zweigstelle in Kabwe.
BoCZ ist die erste Niederlassung der BoC in Subsahara-Afrika. Sie folgte der China National Nonferrous Metals Industry Construction Co., die im Jahr 2000 die Chambishi Copper Mine für 20 Mio. US$ kaufte. Seitdem ist sie das Finanzzentrum der chinesischen Investitionen und Kapitalströme in Sambia. Die BoCZ ist somit eine Spezialbank mit einem ausgesprochen spezifischen Geschäftsfeld, das nur durch das der chinesischen Entwicklungshilfe an Sambia ergänzt wird. Dies Geschäftsfeld umfasst allerdings nicht nur den Finanzbedarf der chinesischen Investitionen in Chambishi und Maamba, sondern auch den entsprechenden Außenhandel, der für Sambia bedeutend mehr Sprengstoff birgt, als der durch die Indo-Zambia Bank finanzierte. Die BoCZ wird denselben Weg in wesentlich schärferer Gangart gehen als diese und das Finanzzentrum einer höchst dynamischen Marktdurchdringung sein.